# Common Intermediate Format
CIF (англ. Common Intermediate Format), также известный как FCIF (англ. Full Common Intermediate Format) — это формат, используемый для стандартизации вертикального и горизонтального разрешения в пикселях в YCbCr-последовательностях в видеосигнале. В основном используется в системах видеоконференцсвязи и в мобильном телевидении (DVB-H), впервые был предложен как стандарт для H.261.
CIF был спроектирован для простого конвертирования между стандартами PAL и NTSC, с заявленным разрешением 352 x 288.
| Формат | Ширина | Число строк (Высота) | Частота смены кадров |
| ------ | ------ | -------------------- | -------------------- |
| NTSC   | 352    | 240                  | 30 Гц                |
| CIF    | 352    | 288                  | 30 Гц                |
| PAL    | 352    | 288                  | 25 Гц                |

## Разновидности формата

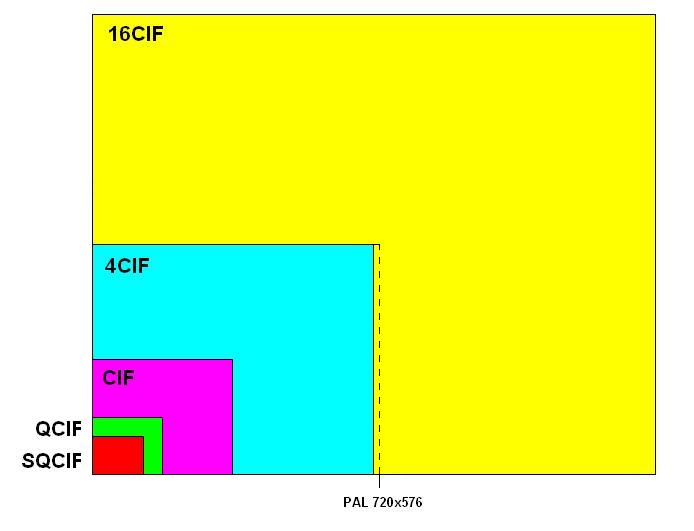
Сравнение различных разрешений формата CIF

Таблица иллюстрирует разновидности данного формата.
| Название формата     | Разрешение       | Количество мегапикселей |
| -------------------- | ---------------- | ----------------------- |
| SQCIF                | 128 × 96         | 0.01 Мп                 |
| QCIF                 | 176 × 144        | 0.03 Мп                 |
| CIF (MPEG1, VideoCD) | 352 × 288 (11:9) | 0.1 Мп                  |
| 2CIF (Half D1)       | 704 × 288        | 0.2 Мп                  |
| 4CIF (D1)            | 704 × 576        | 0.4 Мп                  |
| 16CIF                | 1408 × 1152      | 1.6 Мп                  |